# Francesco Acerbi
Francesco Acerbi (* 10. února 1988 Vizzolo Predabissi, Itálie) je italský fotbalový obránce, který hraje na pozici obránce za italský Inter a za italskou reprezentaci.
Během angažmá v klubu US Sassuolo Calcio se léčil z rakoviny varlat a po úspěšné léčbě byl obviněn z dopingu.

## Přestupy
- z Janova do Chieva za 2 000 000 eur
- z Chieva do Milána za 4 000 000 eur
- z Milána do Janova za 4 000 000 eur
- z Janova do Sassuola za 3 200 000 eur
- ze Sassuola do Lazia za 12 000 000 eur
- z Lazia do Interu zadarmo

## Statistiky

### Klubové
| Sezóna             | Klub               | Liga                 | Liga   | Liga | Ligové poháry | Ligové poháry | Ligové poháry | Kontinentální poháry | Kontinentální poháry | Kontinentální poháry | Celkem | Celkem |
| Sezóna             | Klub               | Soutěž               | Zápasy | Góly | Soutěž        | Zápasy        | Góly          | Soutěž               | Zápasy               | Góly                 | Zápasy | Góly   |
| ------------------ | ------------------ | -------------------- | ------ | ---- | ------------- | ------------- | ------------- | -------------------- | -------------------- | -------------------- | ------ | ------ |
| 2005/06            | Pavia              | Serie C1             | 1      | 0    | IP            | 0             | 0             | -                    | 0                    | 0                    | 1      | 0      |
| 2006/07            | Pavia              | Serie C1             | 1      | 0    | IP            | 0             | 0             | -                    | 0                    | 0                    | 1      | 0      |
| 2007               | Renato             | Serie D              | 1      | 0    | -             | 0             | 0             | -                    | 0                    | 0                    | 1      | 0      |
| 2007/08            | Spezia             | Serie B              | 0      | 0    | IP            | 0             | 0             | -                    | 0                    | 0                    | 0      | 0      |
| 2008/09            | Pavia              | Lega Pro 2 Divisione | 22     | 2    | -             | 0             | 0             | -                    | 0                    | 0                    | 22     | 2      |
| 2009/10            | Pavia              | Lega Pro 2 Divisione | 24+2   | 1    | -             | 0             | 0             | -                    | 0                    | 0                    | 26     | 1      |
| Celkem za Pavii    | Celkem za Pavii    | Celkem za Pavii      | 50     | 3    | -             | 0             | 0             | -                    | 0                    | 0                    | 50     | 3      |
| 2010/11            | Reggina            | Serie B              | 40+2   | 2    | IP            | 1             | 0             | -                    | 0                    | 0                    | 43     | 2      |
| 2011/12            | Chievo             | Serie A              | 17     | 1    | IP            | 3             | 0             | -                    | 0                    | 0                    | 20     | 1      |
| 2012/13            | Milán              | Serie A              | 6      | 0    | IP            | 2             | 0             | LM                   | 2                    | 0                    | 10     | 0      |
| 2013               | Chievo             | Serie A              | 7      | 0    | IP            | 0             | 0             | -                    | 0                    | 0                    | 7      | 0      |
| Celkem za Chievo   | Celkem za Chievo   | Celkem za Chievo     | 24     | 1    | -             | 3             | 0             | -                    | 0                    | 0                    | 27     | 1      |
| 2013/14            | Sassuolo           | Serie A              | 13     | 0    | IP            | 0             | 0             | -                    | 0                    | 0                    | 13     | 0      |
| 2014/15            | Sassuolo           | Serie A              | 32     | 3    | IP            | 0             | 0             | -                    | 0                    | 0                    | 32     | 3      |
| 2015/16            | Sassuolo           | Serie A              | 36     | 4    | IP            | 2             | 0             | -                    | 0                    | 0                    | 38     | 4      |
| 2016/17            | Sassuolo           | Serie A              | 38     | 4    | IP            | 1             | 0             | EL                   | 10                   | 0                    | 49     | 4      |
| 2017/18            | Sassuolo           | Serie A              | 38     | 0    | IP            | 3             | 0             | -                    | 0                    | 0                    | 41     | 0      |
| Celkem za Sassuolo | Celkem za Sassuolo | Celkem za Sassuolo   | 157    | 11   | -             | 6             | 0             | -                    | 10                   | 0                    | 173    | 11     |
| 2018/19            | Lazio              | Serie A              | 37     | 3    | IP            | 5             | 0             | EL                   | 8                    | 0                    | 50     | 3      |
| 2019/20            | Lazio              | Serie A              | 36     | 2    | IP+IS         | 2+1           | 0             | EL                   | 6                    | 0                    | 45     | 2      |
| 2020/21            | Lazio              | Serie A              | 32     | 0    | IP            | 2             | 1             | LM                   | 8                    | 0                    | 42     | 1      |
| 2021/22            | Lazio              | Serie A              | 30     | 4    | IP            | 0             | 0             | EL                   | 6                    | 0                    | 36     | 4      |
| Celkem za Lazio    | Celkem za Lazio    | Celkem za Lazio      | 135    | 9    | -             | 10            | 1             | -                    | 28                   | 0                    | 173    | 10     |
| 2022/23            | Inter              | Serie A              | 31     | 0    | IP+IS         | 5+1           | 1+0           | LM                   | 12                   | 0                    | 49     | 1      |
| 2023/24            | Inter              | Serie A              | 29     | 3    | IP+IS         | 1+2           | 0             | LM                   | 6                    | 0                    | 38     | 3      |
| 2024/25            | Inter              | Serie A              | ?      | ?    | IP+IS         | ?             | ?             | LM                   | ?                    | ?                    | ?      | ?      |
| Celkem za Inter    | Celkem za Inter    | Celkem za Inter      | 60     | 3    | -             | 9             | 1             | -                    | 18                   | 0                    | 87     | 4      |
| Celkově            | Celkově            | Celkově              | 475    | 29   | -             | 31            | 2             | -                    | 58                   | 0                    | 564    | 31     |

### Reprezentační

#### Statistika na velkých turnajích
| Reprezentace | Rok     | Zápasy              | Zápasy | Zápasy    | Zápasy           | Zápasy           | Zápasy       |
| Reprezentace | Rok     | Fáze turnaje        | Datum  | Soupeř    | Odehraných minut | Vstřelené branky | Výsledek     |
| ------------ | ------- | ------------------- | ------ | --------- | ---------------- | ---------------- | ------------ |
| Itálie       | ME 2020 | 2. zápas ve skupině | 16. 6. | Švýcarsko | 66               | 0                | 3:0          |
| Itálie       | ME 2020 | 3. zápas ve skupině | 20. 6. | Wales     | 45               | 0                | 1:0          |
| Itálie       | ME 2020 | Osmifinále          | 26. 6. | Rakousko  | 120              | 0                | 2:1 v prodl. |

#### Reprezentační branka
| Gól | Datum        | Stadion                                   | Soupeř              | Skóre | Výsledek | Soutěž                 |
| --- | ------------ | ----------------------------------------- | ------------------- | ----- | -------- | ---------------------- |
| 010 | 10. 10. 2015 | Bilino Polje, Zenica, Bosna a Hercegovina | Bosna a Hercegovina | 0:1   | 0:3      | Kvalifikace na ME 2020 |

## Úspěchy

### Klubové
- vítěz italské ligy (1x)

Inter: 2023/24
- vítěz italského poháru (2x)

Lazio: 2018/19

Inter: 2022/23
- vítěz italského superpoháru (3x)

Lazio: 2019

Inter: 2022, 2023

### Reprezentační
- 1× na ME (2020 – zlato)
- 2× na LN (2020/21 – bronz, 2022/23 – bronz)

### Vyznamenání
Řád zásluh o Italskou republiku (16. 7. 2021) z podnětu Prezidenta Itálie